# Тена (ера)
Тена (天和) је јапанска ера (ненко) која је настала после Енпо и пре Џокјо ере. Временски је трајала од септембра 1681. до фебруара 1684. године и припадала је Едо периоду. Владајући монарх био је цар Реиген.

## Важнији догађаји Тена ере
- 1681. (Тена 1): Токугава Цунајоши дели поседе као пети шогун Токугава шогуната.[3]
- 5. фебруар 1681. (Тена 1, двадесетосми дан дванаестог месеца): Велики Тена пожар у Еду.[4]
- 1681. (Тена 2): Глад у Кјоту и оближњим местима.[4]
- 3. март 1683. (Тена 3, пети дан другог месеца): Јаоја Ошичи је спаљен као казна за подметање пожара.
- 1683. (Тена 3): Шогунат даје дозволу Мицуију да оснују мењачницу (рјогаетен) у Еду.[5]
- 1683. (Тена 4): Убиство Хоте Масатошија које обележава престанак финансијске трезвености и строгости након чега започиње политика трошења поготово међу уским сарадницима шогуна Цунајошија.[6]